# Abir Al-Sahlani
Abir Al-Sahlani (nascida em 18 de maio de 1976 no Iraque) é uma política sueca e, desde julho de 2019, membro do Parlamento Europeu, em representação do Partido do Centro. Ela mora em Hägersten, Estocolmo.

## Carreira política
Em 2004, Al-Sahlani foi nomeada Secretária-Geral da Aliança Democrática Nacional do Iraque (DNA).
Em fevereiro de 2007, Al-Sahlani tornou-se membro do Partido do Centro da Suécia. Em maio de 2019, Al-Sahlani foi eleita para o Parlamento Europeu. Desde então, ela tem servido na Comissão do Emprego e dos Assuntos Sociais. Além das suas atribuições nas comissões, é membro do Intergrupo do Parlamento Europeu sobre a Deficiência do Intergrupo do Parlamento Europeu sobre os Direitos LGBT e do Intergrupo do Parlamento Europeu para os Mares, Rios, Ilhas e Zonas Costeiras.